# Max Hunziker
Max Hunziker (* 6. März 1901 in Zürich; † 9. September 1976 ebenda) war ein Schweizer Maler, Grafiker, Glasmaler und Illustrator.

## Leben und Wirken

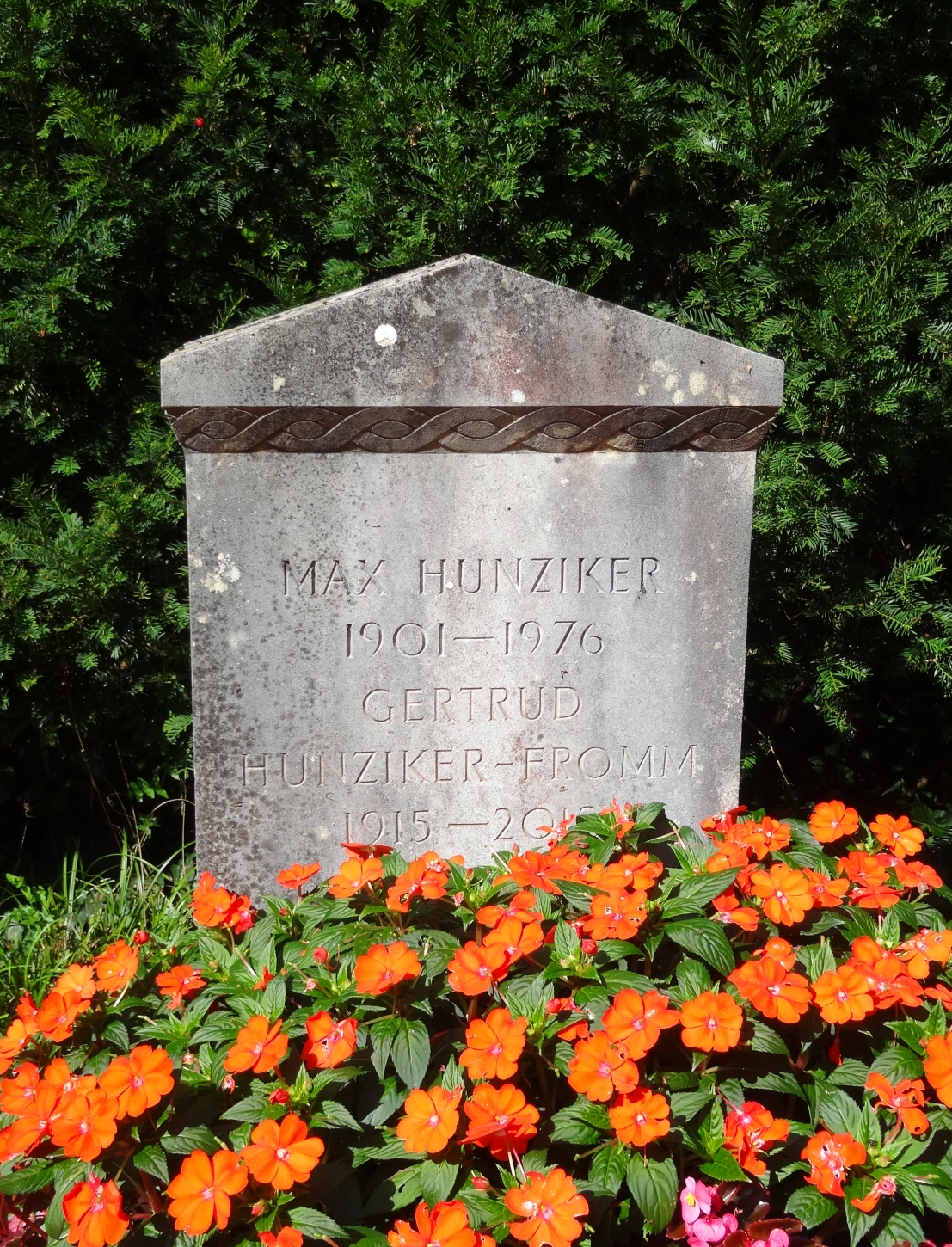
Grab, Friedhof Enzenbühl, Zürich

### Frühe Jahre und Ausbildung
Max Hunziker wurde 1901 als jüngstes von zwölf Geschwistern in Zürich-Wiedikon geboren. Seine Familie führte ein bescheidenes Milchgeschäft, und er arbeitete in seiner Jugendzeit beim Milchausliefern. Nach Abschluss seiner Sekundarschulausbildung trat er auf Wunsch seines Vaters in das Lehrerseminar in Küsnacht (ZH) ein. Während seiner Ausbildung wurde sein künstlerisches Talent erkannt, und er konnte einige seiner Gemälde erfolgreich in der Zürcher Galerie Tanner verkaufen. Unterstützung erhielt er von seinem Lehrer, dem Maler Gottfried August Neumann. Nachdem er die Prüfung für das Primarlehramt abgelegt hatte, arbeitete Hunziker zunächst als Lehrer. Der Erfolg seiner frühen Ausstellungen führte jedoch dazu, dass er sich entschied, seine Lehrerkarriere aufzugeben und sich ganz der Kunst zu widmen. In dieser Zeit begann er mit der Schaffung abstrakter Ölgemälde, wobei Wassily Kandinsky sein wichtigstes Vorbild war.

### Florenz und Rückkehr zur figurativen Kunst
Im Jahr 1920 zog Hunziker nach Florenz, Italien, wo er bis 1925 verweilte. Diese Zeit war geprägt von seiner Auseinandersetzung mit der sakralen Kunst der Renaissance, die seinen künstlerischen Fokus von der abstrakten Malerei wegführte.

### Pariser Jahre und Glasmalerei
Nach seinem Aufenthalt in Florenz begab sich Hunziker 1926 nach Frankreich, wobei er finanzielle Unterstützung von Georg Reinhart, einem Winterthurer Unternehmer und Mäzen, erhielt. Er lebte in Paris (1925/26), Südfrankreich (1927–1931) und erneut in Paris (1932–1939), wo er unter anderem Wandmalerei an der Académie Ranson in Paris unterrichtete und sich mit der Glasmalerei und der Malerei Paul Cézannes und Georges Rouaults auseinandersetzte. In dieser Phase seiner Karriere beschäftigte er sich mit verschiedenen kunstgeschichtlichen Strömungen der 1920er und 1930er Jahren, darunter Kubismus, Orphismus, Surrealismus und Abstraktion. Dennoch blieben Paul Cézanne und Georges Rouault seine Hauptinspirationen. Hunziker heiratete 1933 in erster Ehe Tamara Amsler, geborene Wildbuschewitz.

### Rückkehr in die Schweiz
Mit Ausbruch des Zweiten Weltkriegs im Jahr 1939 kehrte Hunziker in die Schweiz, nach Zürich, zurück. Zunächst lebte er am Ufer der Limmat. Ab 1939 schuf er Buchillustrationen, unter anderem für die Büchergilde Gutenberg in Zürich. Diese Arbeiten fanden landesweit Anerkennung und trugen zur Popularität des Künstlers bei. Weiter schuf Hunziker Bilder in Öl und Tempera und arbeitete später mit Dispersionsfarben. 1940 wandte er sich der Glasmalerei zu. Dabei beeinflussten ihn die Kunstwerke, die er in Paris, Chartres, Bourges und Le Mans gesehen hatte. 1945 heiratete er Gertrud Rahel, geborene Fromm. Ab 1958 zog Hunziker und seine Ehefrau ein eigenes Haus mit Atelier im Zürcher Quartier Witikon. Das Anwesen ist bis heute erhalten geblieben und aktuell Sitz des Vereins Atelier Max Hunziker.

### Die Zürcher Standesscheibe und Glasmalereien
Ein Höhepunkt in Hunzikers Schaffen war die Gestaltung der Zürcher Standesscheibe im Jahr 1941 für das Rathaus in Schwyz, in Zusammenarbeit mit dem Glasmaler Karl Ganz. Dieses Werk wurde im Rathaus in Schwyz aufgestellt und erhielt breite Anerkennung. Es markierte den Beginn einer langen Reihe von Glasmalereiprojekten für staatliche, kirchliche und private Auftraggeber, welche er meist in Zusammenarbeit mit Karl Ganz ausführte. Seine ersten Glasfenster schuf Hunziker 1945 für die Reformierte Kirche Thalwil, ZH.

### Innovationen in der Drucktechnik
Im Jahr 1943 entwickelte Max Hunziker die Hand-Zinkätzung, eine kostengünstige Drucktechnik, die es Künstlern ermöglichte, Originaldrucke herzustellen. Später, ab 1967, begann er, Organglas (Polystyrol) in seiner Glasmalerei zu verwenden, was ihm eine breitere Farbpalette und größere Gestaltungsfreiheit ermöglichte.

### Letzte Jahre
Ab dem Jahr 1970, in welchem Karl Ganz verstarb, realisierte Max Hunziker keine Glasfenster mehr. Er widmete sich erneut der Malerei und Illustrationen. 1975 erhielt er die «Auszeichnung für kulturelle Verdienste» der Stadt Zürich. Max Hunziker starb am 9. September 1976 und fand auf dem Friedhof Enzenbühl seine letzte Ruhestätte. Das von Willy Boesiger im Stil Le Corbusiers geschaffene Atelier in Zürich-Witikon, wo Hunziker seine kreativen Ideen entwickelte, wurde als – mittlerweile denkmalgeschützte – Gedenkstätte für den Künstler erhalten und bietet einen Einblick in sein Schaffen.

## Werke
1934 gründeten die Brüder Coghuf und Hans Stocker, zusammen Hunziker mit Max Gubler, Albert Schnyder, Heinz Haefliger, Max Hegetschwiler und Paul Speck die eher konservative, kurzlebige Schweizer Künstlervereinigung «BBZ 8».

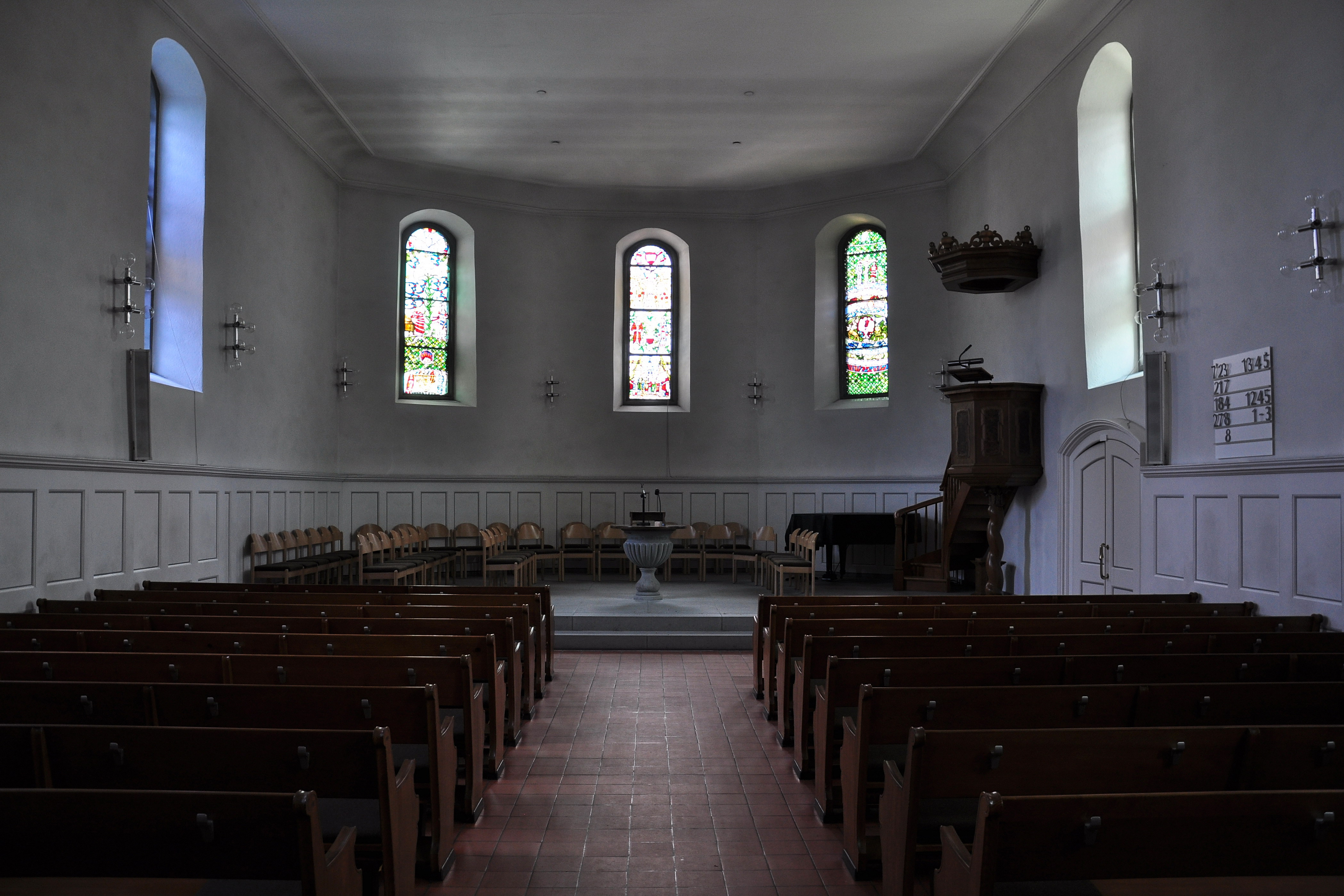
Wollishofen: Alte Kirche

Hunziker fertigte für öffentliche wie auch private Auftraggeber zahlreiche Glasmalereien und seine Bildfenster finden sich in verschiedenen Kirchen und öffentlichen Gebäuden. Einige seiner Arbeiten sind unter anderem: 1945–1946: Glasfenster in der reformierten Kirche Thalwil; 1947–1957: 10 Fenster in der Alten Kirche Wollishofen in Zürich; ca. 1958: Glasfront im Lehrerinnenseminar Aarau; 1959: Glasfenster in der Eingangshalle des Aargauer Kunsthaus Aarau; 1960–1961: Glasfenster in der Johanneskirche in Bern; 1962–1966: Glasfenster in der reformierten Kirche in Volketswil; 1970: Chorfenster in der reformierten Kirche in Meilen; Glasfensterentwürfe im «Musée Suisse du Vitrail» in Romont; Wandmalerei im Foyer der Tonhalle in Zürich.
Darüber hinaus sind seine Bildfenster auch in der Matthäuskirche Zürich, der evangelisch-reformierten Kirche von Trub (Bern) und im Chor der Klosterkirche Kappel am Albis zu finden.
Für den Privatgelehrten Oskar Rudolf Schlag gestaltete Max Hunziker nach dessen Angaben ein aus 22 grossen Arkana bestehendes Tarotkartenset.
1940/41 beauftragte Max Hunziker der damalige Leiter der Büchergilde Gutenberg, Bruno Dressler, G.F. Meyers «Jürg Jenatsch» und dann auf Hunzikers Anregung hin 1941 den Roman «Thyl Ulenspiegel und Lamme Goedzak» von Charles De Coster zu illustrieren. Zu diesem Roman hatte Hunziker bereits 1940, noch vor Erscheinen des Buches, zwei seiner dafür geschaffenen Illustrationen in der Mappe «Max Hunziker. Zwölf Zeichnungen» veröffentlicht. Hunziker fertigte für «Ulenspiegel» (1940/41) gesamthaft 63 Illustrationen an. Diese Mappe war die zweite in der Reihe «Zeitgenössische Schweizer Graphik», herausgegeben vom Zürcher Galeristen Armin Grossenbacher. Im Auftrag der Büchergilde Gutenberg schuf Hunziker für Hans Jakob Christoffel von Grimmelshausens Roman «Der abenteuerliche Simplicius Simplicissimus» (1944/45) weitere 169 Illustrationen. In diesem Zusammenhang beschäftigte er sich mit unterschiedlichen Drucktechniken und war verantwortlich für die Wiederaufnahme der Technik der Hand-Zinkätzung. Das Buch erfuhr mit Hunzikers Bildern achtzehn Jahre nach der ersten Publikation eine zweite, veränderte Auflage. Hunziker beschäftigte sich über eine lange Zeit mit dem Stoff und führte weit über 150 Illustrationen aus. Für die Ausgabe von 1963 schuf er zusätzlich 32 neue Handätzungen und fügte vier Illustrationen ein, auf die er 1945 verzichtet hatte.
Der grafische Nachlass von Max Hunziker mit 156 graphischen Blättern in 327 Exemplaren, Skizzenbüchern und rund 350 Zinkklischees zu Hunzikers Druckgraphiken befindet sich in der Zentralbibliothek Zürich. Der Nachlass des Werkes zur Glasmalerei ist im Nachlass der Glasmaler-Familie Ganz zu suchen, mit welcher der Künstler die von BASF entwickelte Organglasmalerei weiterentwickelte.